# Kōji Yamase
Kōji Yamase (jap. 山瀬功治 Yamase Kōji; ur. 22 września 1981 roku w Sapporo) – japoński piłkarz, reprezentant kraju.

## Kariera klubowa
Od 2000 do 2012 roku występował w klubach Consadole Sapporo, Urawa Reds, Yokohama F. Marinos, Kawasaki Frontale. Od 2013 roku gra w zespole Kyoto Sanga FC.

## Kariera reprezentacyjna
Karierę reprezentacyjną rozpoczął w 2006, a zakończył w 2010 roku. W sumie w reprezentacji wystąpił w 13 spotkaniach.